# Auto-coup d'État de 1992 au Pérou

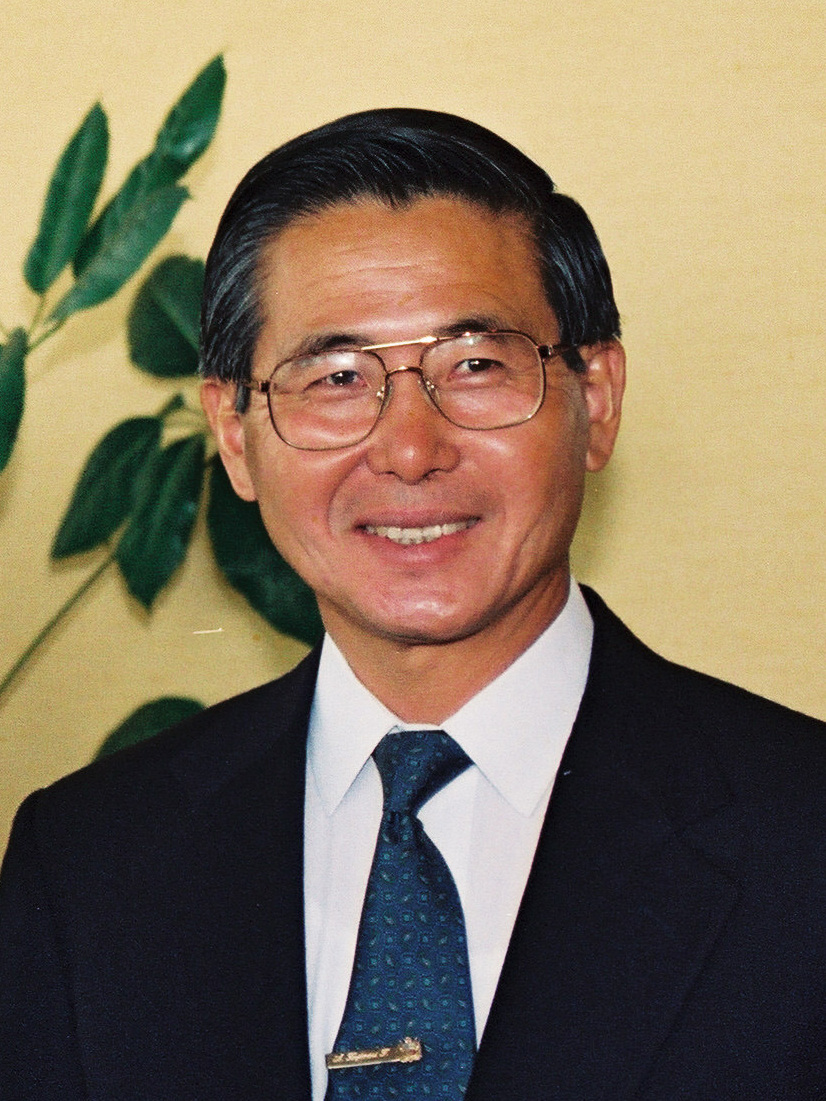
Alberto Fujimori, président du Pérou.

L'auto-coup d'État d'avril 1992 au Pérou est un coup de force commandité le 5 avril par le président de la République lui-même, Alberto Fujimori, avec le concours des Forces armées péruviennes. Le Congrès du Pérou a été dissous et certains membres de l'opposition persécutés. Toutefois, selon les sondages à l'époque, la majorité de la population a soutenu ce coup de force, compte tenu du discrédit du parlement.

## Contexte
Bien qu'ayant gagné les élections de 1990 sur le volet présidentiel, Cambio 90, le parti officiel, n'a pas obtenu la majorité au Congrès de la République — Chambre des députés et Sénat — face à la majorité relative obtenue par l'Alliance populaire révolutionnaire américaine et le Frente Democrático. Cette majorité lui était nécessaire pour mener les réformes économiques tout en accentuant la lutte antiterroriste contre le Sentier lumineux et le mouvement Tupac Amaru, points sur lesquels le prédécesseur de Fujimori avait échoué. Les séances des Chambres ne réunissaient pas le quorum nécessaire pour l'approbation des mesures proposées. Une commission du Sénat enquêtait également sur des cas de violations des droits de l'homme.
Devant le refus du Congrès de lui accorder de plus amples pouvoirs pour légiférer et son évident manque de coopération, Fujimori décide le dimanche 5 avril 1992 de dissoudre le Congrès de la République. Le mardi 7 avril, il publie la « Loi de base du Gouvernement d'urgence et de reconstruction nationale ».

## Fermeture du Congrès et conséquences
La Constitution alors en vigueur (1979) prévoyait une éventuelle dissolution de la Chambre des députés après un refus de confiance ou une censure de trois conseils de ministres successifs.
Le 5 avril 1992, Alberto Fujimori instaure un « Gouvernement d'urgence et de reconstruction Nationale ». Cette mesure s'est concrétisée par la dissolution du Congrès du Pérou, la suspension de la constitution de 1979, et la réorganisation du pouvoir judiciaire (Conseil national de la magistrature, Tribunal des garanties constitutionnelles et ministère public).
Mis au ban de la communauté internationale dans les semaines qui suivent, il convoque des élections d'une assemblée constituante, pour redonner une légalité constitutionnelle à son pouvoir, à la suite de cet auto-putsch.

## Séances du Congrès après le 5 avril
Les représentants du Congrès du Pérou continuèrent à se réunir en secret, dans un premier temps, au Collège des avocats de Lima.
La première décision de ce Congrès a été de déclarer la vacance d'Alberto Fujimori et de nommer le vice-président Maximal San Román comme président constitutionnel du Pérou.
Maximal San Román a accepté la charge de président le mardi 21 avril 1992, dans l'auditorium du Collège des avocats de Lima, en recevant les insignes présidentiels des mains de l'ex-président Fernando Belaunde Terry.
San Roman a été ainsi président, dans l'ombre, jusqu'au samedi 9 janvier 1993. Il a appelé les Forces armées à déposer Fujimori, sans résultat.

## Réactions locales
Plusieurs personnalités politiques n'ont pas reconnu comme légal et constitutionnel cet auto-coup d'État d'Alberto Fujimori, notamment :
- Mario Vargas Llosa, qui se trouvait à Berlin, a signalé à l'agence EFE : « Je pense frapper à toutes les portes pour obtenir un soutien international qui permette de maintenir une pression forte et décisive sur les putchistes afin qu'ils se retirent »[6].
- Alan García, qui, ayant appris le coup d'État, s'est échappé de son logement, entouré par des militaires, et a demandé l'asile politique en Colombie où il s'est exilé[7].
- Fernando Belaúnde Terry n'a pas considéré l'acte comme démocratique. Il a soutenu pleinement le président San Román[8].
- Lourdes Flores, qui a décidé de suivre les réunions de députés et sénateurs.

## Opinion publique
Le 7 avril 1992, différents sondages ont montré une opinion publique péruvienne favorable à la dissolution du Congrès national et aux mesures prises.
Une enquête réalisée par Ipsos pour le journal El Comercio en mars 2012, soit vingt ans après, a révélé que 47 % des électeurs considéraient encore que ce coup d'État d'avril 1992 avait été nécessaire, alors que 38 % le qualifiaient de mesure superflue.